# Nowy Dwór Prudnicki
Nowy Dwór Prudnicki (deutsch Neuhof) ist eine Ortschaft in Oberschlesien. Sie liegt in der Gemeinde Krapkowice (Krappitz) im Powiat Krapkowicki (Landkreis Krappitz) in der Woiwodschaft Oppeln.

## Geographie

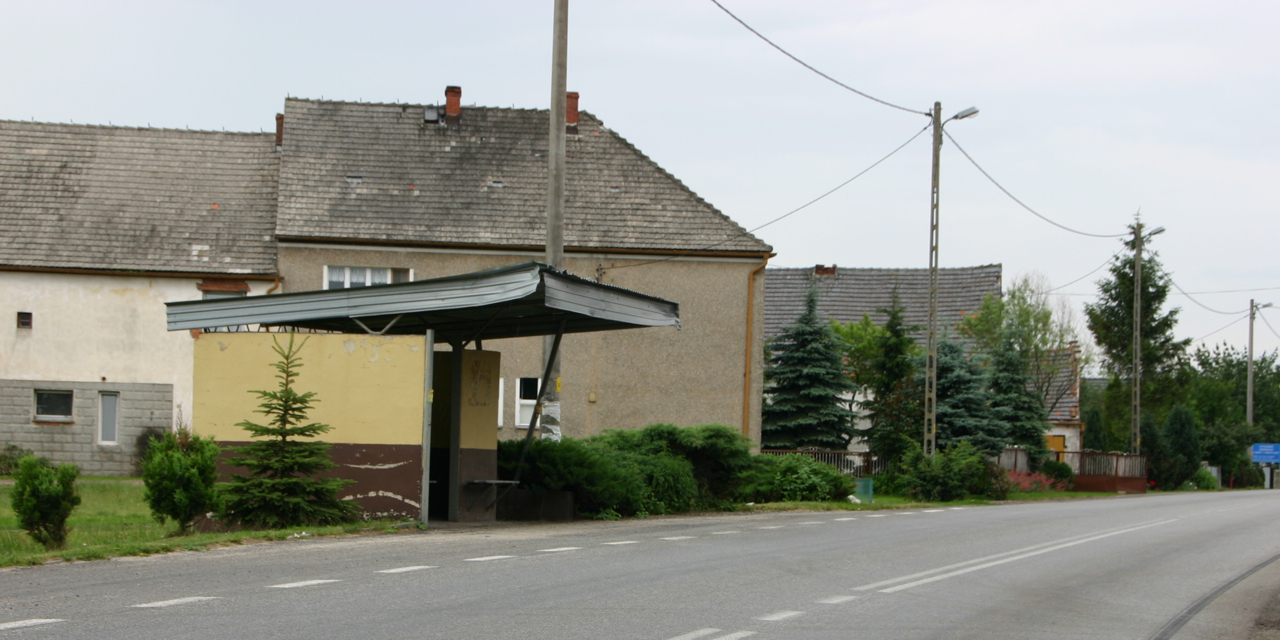
Ortsbild

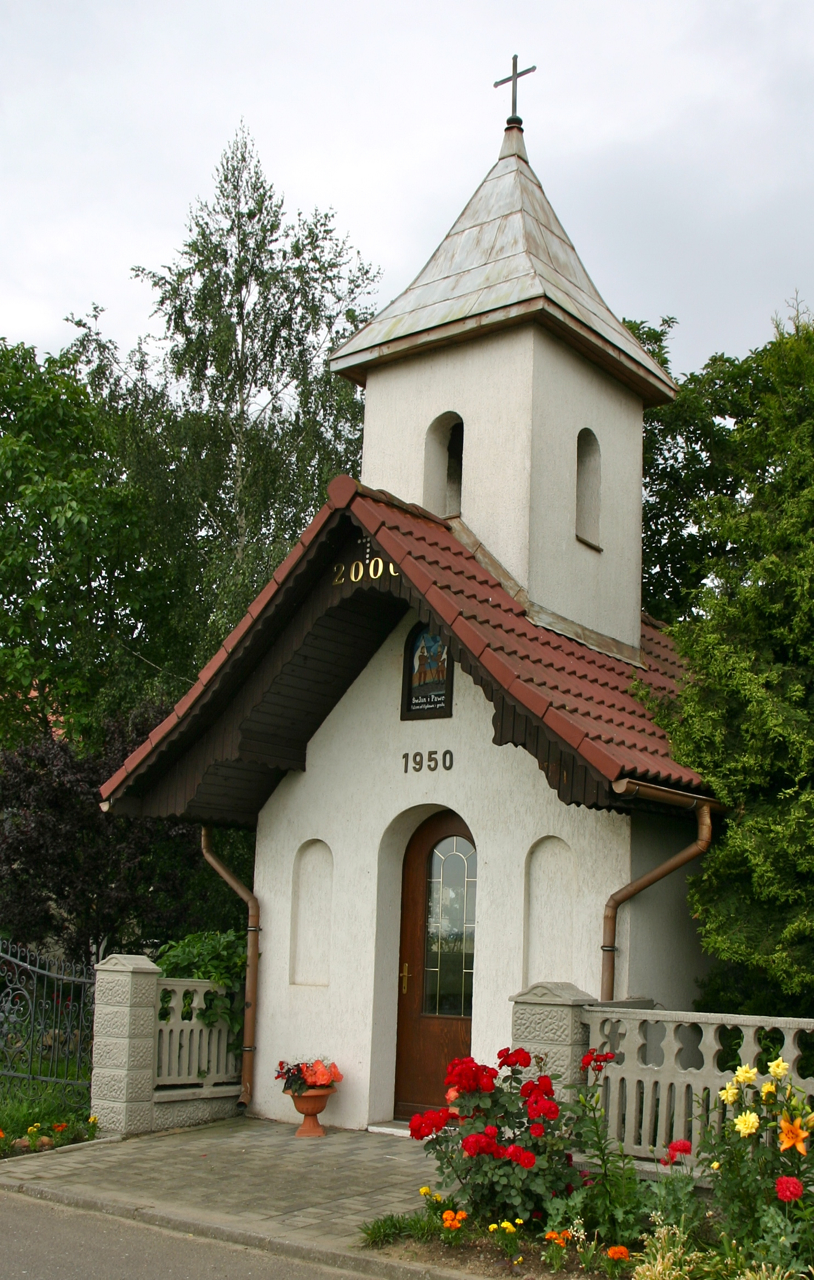
Peter-Paul-Kapelle

### Geographische Lage
Das Straßendorf Nowy Dwór Prudnicki liegt neun Kilometer südwestlich des Gemeindesitzes und Kreisstadt Krapkowice und 30 km südlich der Woiwodschaftshauptstadt Opole (Oppeln). Der Ort liegt in der Nizina Śląska (Schlesischen Tiefebene) innerhalb der Kotlina Raciborska (Ratiborer Becken). Westlich des Dorfes fließt die Osobłoga (Hotzenplotz).
Durch Nowy Dwór Prudnicki verläuft die Wojewodschaftsstraße Droga wojewódzka 416.

### Nachbarorte
Nachbarorte von Nowy Dwór Prudnicki sind im Nordosten Kórnica  (Körnitz) sowie im Südwesten Repsch (Rzepcze ) und Kerpen (Kierpień ).

## Geschichte
Der Ort entstand zwischen 1623 und 1626 zusammen mit einem Vorwerk auf dem Besitz der Adelsfamilie von Oppersdorff.
1865 bestand Neuhof aus einem Pertinenzgut des Majorats Oberglogau und einem Dorf. Das Dorf hatte zu diesem Zeitpunkt 20 Gärtner und sieben Häusler. Eingepfarrt waren die Einwohner nach Oberglogau und eingeschult nach Körnitz.
Bei der Volksabstimmung in Oberschlesien am 20. März 1921 stimmten im Ort 66 Wahlberechtigte für einen Verbleib Oberschlesiens bei Deutschland und 67 für eine Zugehörigkeit zu Polen. Neuhof verblieb nach der Teilung Oberschlesiens beim Deutschen Reich. Bis 1945 befand sich der Ort im Landkreis Neustadt O.S.
1945 kam der bis dahin deutsche Ort unter polnische Verwaltung und wurde anschließend der Woiwodschaft Schlesien angeschlossen und ins polnische Nowy Dwór Prudnicki umbenannt. 1950 kam der Ort zur Woiwodschaft Oppeln. 1999 kam der Ort zum wiedergegründeten Powiat Krapkowicki.

## Sehenswürdigkeiten
- Peter-Paul-Kapelle, Wegkapelle mit Glockenturm aus dem Jahr 1950
- Denkmal für die Gefallenen beider Weltkriege
- Wegkreuze